# Masa estelar
La masa estelar es una definición que utilizan los astrónomos para describir la masa de una estrella. Por lo general, se enumera en términos de la masa del Sol como una proporción de masa solar (M☉). Por lo tanto, la estrella brillante Sirio tiene alrededor de 2.02 M☉. La masa de una estrella variará a lo largo de su vida a medida que la masa se pierde con el viento estelar o se expulsa a través del comportamiento pulsante, o si se acumula masa adicional, como la de una estrella compañera.

## Propiedades
Las estrellas a veces se agrupan por masa en función de su comportamiento evolutivo a medida que se acercan al final de su vida útil de fusión nuclear.
Las estrellas de muy baja masa con masas inferiores a 0,5 M☉ no entran en la rama asintótica gigante (AGB), sino que evolucionan directamente a enanas blancas. (Al menos en teoría; la vida de tales estrellas es lo suficientemente larga, más larga que la edad del universo hasta la fecha, para que ninguna haya tenido tiempo de evolucionar hasta este punto y ser observada. )
Las estrellas de baja masa con una masa por debajo de aproximadamente 1.8–2.2 M☉  (dependiendo de la composición) ingresan al AGB, donde desarrollan un núcleo de helio degenerado.
Las estrellas de masa intermedia se fusionan con helio y desarrollan un núcleo de carbono-oxígeno degenerado.
Las estrellas masivas tienen una masa mínima de 5–10 M☉. Estas estrellas se someten a fusión de carbono, y sus vidas terminan en una explosión de supernova con colapso del núcleo.  Los agujeros negros creados como resultado de un colapso estelar se denominan agujeros negros de masa estelar.
La combinación del radio y la masa de una estrella determina la gravedad de la superficie. Las estrellas gigantes tienen una gravedad superficial mucho más baja que las estrellas de la secuencia principal, mientras que lo opuesto es el caso de las estrellas compactas y degeneradas como las enanas blancas. La gravedad de la superficie puede influir en la apariencia del espectro de una estrella, con una gravedad más alta provocando un ensanchamiento de las líneas de absorción . 

## Rango
Una de las estrellas más masivas conocidas es Eta Carinae, con 100–200 M☉; su vida útil es muy corta, sólo varios millones de años como máximo. Un estudio del Cúmulo Arches sugiere que 150 M  es el límite superior de estrellas en la era actual del universo. La razón de este límite no se conoce con precisión, pero se debe en parte a la luminosidad de Eddington, que define la cantidad máxima de luminosidad que puede atravesar la atmósfera de una estrella sin expulsar los gases al espacio. Sin embargo, una estrella llamada R136a1 en el cúmulo estelar RMC 136a se ha medido a 315 M☉, poniendo este límite en duda.  Un estudio ha determinado que las estrellas de más de 150 M☉ en R136 se crearon a través de la colisión y fusión de estrellas masivas en sistemas binarios cercanos, proporcionando una forma de eludir el límite de 150 M☉
Las primeras estrellas que se formaron después del Big Bang pueden haber sido más grandes, hasta 300 M☉ o más,  debido a la ausencia total de elementos más pesados que el litio en su composición. Sin embargo, esta generación de estrellas supermasivas de población III se extinguió hace mucho tiempo, y actualmente solo es teórica.
Con una masa de solo 93 veces la de Júpiter ( MJ ), o .09 M☉, AB Doradus C, compañera de AB Doradus A, es la estrella más pequeña conocida que experimenta fusión nuclear en su núcleo.  Para las estrellas con una metalicidad similar a la del Sol, se estima que la masa mínima teórica que la estrella puede tener, y aún experimentar fusión en el núcleo, es de unos 75 M    Sin embargo, cuando la metalicidad es muy baja, un estudio reciente de las estrellas más débiles descubrió que el tamaño mínimo de las estrellas parece ser aproximadamente el 8,3% de la masa solar, o aproximadamente 87 M    Los cuerpos más pequeños se denominan enanas marrones, que ocupan un área gris mal definida entre las estrellas y los gigantes gaseosos .

## Cambio
El Sol está perdiendo masa por la emisión de energía electromagnética y por la expulsión de materia con el viento solar . Expulsa aproximadamente (2–3)× 10 −14 M☉ por año.  La tasa de pérdida de masa aumentará cuando el Sol entre en la etapa de gigante roja, subiendo a (7–9)× 10-14 M  y −1 cuando llega a la punta de la rama gigante roja . Esto aumentará a 10   y −1 en la rama asintótica gigante, antes de alcanzar su punto máximo a una tasa de 10 −5 a 10 −4 M  y −1 cuando el Sol genera una nebulosa planetaria . Para cuando el Sol se convierta en una enana blanca degenerada, habrá perdido el 46% de su masa inicial. 